# Votice
Votice (niem. Wotitz) − miasto w Czechach, w kraju środkowoczeskim. Powierzchnia miasta wynosi 3 640 ha, a liczba jego mieszkańców – według danych z 1 stycznia 2023 – 4 651 osób.

## Demografia
| Rok             | 1970  | 1980  | 1991  | 2001  | 2003  |
| --------------- | ----- | ----- | ----- | ----- | ----- |
| Liczba ludności | 4 047 | 4 558 | 4 514 | 4 462 | 4 461 |

Źródło: Czeski Urząd Statystyczny